# 大牟田市動物園
大牟田市動物園（おおむたしどうぶつえん）は、福岡県大牟田市にある動物園である。
延命公園の一角にあり、市民には延命動物園（えんめいどうぶつえん）と呼ばれることが多い。

## 概要
大牟田市民の憩いの場である延命公園の南端にあり、総面積44,000m2の敷地内に55種・271点の動物が展示されている。
「動物をとおした こころの交流」をテーマに以下の3つの交流を進めている。
- スタッフとお客様の交流
- スタッフと動物の交流、その交流の姿をお客様に伝えていくことによる交流
- スタッフを介したお客様と動物の直接的交流

2003年に閉園した宝塚ファミリーランドで飼育されていたメスのホワイトタイガー「ホワイティ」を引き取り飼育し、福岡県内でホワイトタイガーの展示を行う唯一の動物園として知られていたが、ホワイティ以外のホワイトタイガーの飼育は行わず、2022年5月31日にホワイティが死亡したことによりホワイトタイガーの展示は終了した。

## 歴史
- 1941年10月 - 「延命動物園」として開業。九州で5番目の市動物園の開園となる[2]。
- 1956年04月 - 「大牟田市動物園」に名称変更。有料営業を開始。
- 1991年04月 - リニューアル工事のため閉園。
- 1992年04月 - リニューアル。敷地面積が2倍強拡大し、現在の大きさになる。総事業費は約14億2千万円。
- 2006年04月 - 指定管理者制度導入。西日本メンテナンス株式会社（大牟田市）が指定管理者となる。
- 2015年03月31日 - キリンの繁殖に向けた募金プロジェクト「リン君の婚活大作戦」を開始する。
- 2016年03月08日 - 埼玉県こども動物自然公園よりメスキリンのプリンが来園。
- 2016年04月21日 - 熊本地震により被災し臨時休園となった熊本市動植物園からユキヒョウのスピカを預かる。
- 2018年10月22日 - 熊本市動植物園の獣舎が復旧したことにより、預かっていたユキヒョウのスピカを返却する[3]。
- 2019年01月26日 - 神戸市立王子動物園から無期限で借り受けるアムールヒョウが一般公開。九州では唯一の飼育、公開となる[4][5]。

- 2022年05月31日 - メスのホワイトタイガー「ホワイティ」が死亡[6]。21歳。老衰とみられる

- 2024年　5月17日-アムールヒョウのポンが死亡。15歳だった。

## 代表的な取り組み

### 環境エンリッチメント
飼育動物が心身ともに健康な暮らしを送ることができるように遊具の設置やえさの与え方など環境を豊かにするための工夫を行っている。

#### ハズバンダリートレーニング
動物を安全で健康的に飼育するために、治療や投薬を行いやすい体勢を覚えさせるトレーニングを行っている。大牟田市動物園ではライオン、トラ、マンドリルおよびサバンナモンキーの無麻酔採血を国内で初めて成功させている。これらのことを受けて2016年、市民zooネットワークなどが主催する「環境エンリッチメント大賞」で大賞を受賞。

#### 屠体給餌
採食エンリッチメントと日本で有害駆除されているイノシシ、シカ等の有効利用を結び付けた、画期的で新規性の高い取り組みである。飼育下の肉食動物において採食時間が短い、レパートリーが少ないなどが長年の課題である。その解決策として「餌」として加工されたものでなく、骨や毛皮などがついた屠体を与えることで、採食時間の延長、異常行動の減少など、より野生に近い行動が引き出すことが期待できる。この取り組みは有害駆除された鳥獣が90％廃棄されている点に焦点をあて、駆除されたシカやイノシシを低温殺菌処理などで安全性を確保した上で屠体として用いる方法を確立した。
また、大牟田市動物園が日本において初めに取り入れた活動であり2019年「環境エンリッチメント大賞」で大賞インパクト賞を受賞し、他園館への広がりを見せている。

### 動物園診療所
2015年に園内の飼育動物と、けがや病気で保護した野生動物を対象とした「動物園診療所」を開所した。これにより、少量の血液採取で検査ができ、また園外の動物病院に行かなくても、レントゲン検査などの様々な検査を受けることが可能である。

### 老カンホーム
大牟田市動物園では多くのカンガルーを飼育しているが、老齢の個体が輩出されるため、老カンホームを設置している。「老“カン”ホーム～やすらぎ」と名付けられた設備には、日本国内最高齢だった目が見えない「バァーバ」（雌、1984年3月30日-2008年4月17日、24歳）などが飼育された。
飼育員が「介護職」として世話をしている。また、日本国内で飼育されているオオカンガルーの中で最高齢であるメスのニシキ（1991年産）が、NHK福岡放送局の『ふっくTV ふくおかをカンガェル〜』（2013年1月26日放送）で報道された。

### リン君の婚活大作戦
2015年3月31日に園内のキリン繁殖に向けた募金プロジェクト「リン君の婚活大作戦」をスタートさせた。開始から約1年間で目標額2,500万円に対し約1,800万円が集まった。プロジェクト開始当初は生体の購入を予定していたが、埼玉県こども動物自然公園から繁殖を目的とした貸借（ブリーディングローン）という形で、メスキリンを導入することになった。2016年3月8日に埼玉県こども動物自然公園からメスキリンのプリンが来園した。

## 代表的な飼育動物
- オオカンガルー
- オオヅル
- キリン
- ナマケモノ
- マンドリル
- ライオン
- レッサーパンダ

## 営業

### 開園時間
午前9:30～午後5:00（入園は午後4:30まで）
- 休園日

毎月第2・第4月曜日（祝日および振替休日の場合はその翌日）
年末年始（12月29日～1月1日）

### 入園料
|        | 個人  | 一般団体（30人以上） |
| ------ | ----- | -------------------- |
| 大人   | 500円 | 400円                |
| 高校生 | 500円 | 400円                |
| 小人   | 100円 | 80円                 |

- 3歳以下は無料
- 保育園・幼稚園・小学校等の教育一環としての遠足

児童：43円　保育士・教員等：無料

## アクセス
- JR鹿児島本線・西鉄天神大牟田線大牟田駅より徒歩約22分(1.8km)。
- 西鉄バス大牟田
  - 大牟田駅より市立病院・動物園前経由大牟田営業所ゆきに乗車し「延命公園・動物園前」バス停下車徒歩約4分。
  - 大牟田駅より右京町・四ツ山経由荒尾駅前行き、もしくはホテルヴェルデ前 ゆきに乗車し「正山町」バス停下車徒歩約6分。
- 車の場合は九州自動車道南関インターチェンジから14km。国道208号大牟田警察署前交差点より東進（約200m）。駐車場（120台）は利用無料。

## 周辺施設
- 延命公園
  - 大牟田市延命球場
- カルタックスおおむた
  - 三池カルタ・歴史資料館
  - 大牟田市立図書館